# Grand Prix San Marino 1993
Grand Prix San Marino 1993 (oryg. Gran Premio di San Marino) – czwarta runda Mistrzostw Świata Formuły 1 w sezonie 1993, która odbyła się 25 kwietnia 1993, po raz 13. na torze Imola.
13. Grand Prix San Marino, 13. zaliczane do Mistrzostw Świata Formuły 1.

## Wyniki

### Kwalifikacje
| P                       | Nr | Kierowca             | Konstruktor(-silnik)  | Opony | Czas     | Odstęp   | Strata   |
| ----------------------- | -- | -------------------- | --------------------- | ----- | -------- | -------- | -------- |
| 1                       | 2  | Alain Prost          | Williams-Renault      | G     | 1:22.070 | -        | -        |
| 2                       | 0  | Damon Hill           | Williams-Renault      | G     | 1:22.168 | 0:00.098 | 0:00.098 |
| 3                       | 5  | Michael Schumacher   | Benetton-Ford         | G     | 1:23.919 | 0:01.751 | 0:01.849 |
| 4                       | 8  | Ayrton Senna         | McLaren-Ford          | G     | 1:24.007 | 0:00.088 | 0:01.937 |
| 5                       | 29 | Karl Wendlinger      | Sauber-Ilmor          | G     | 1:24.720 | 0:00.713 | 0:02.650 |
| 6                       | 7  | Michael Andretti     | McLaren-Ford          | G     | 1:24.793 | 0:00.073 | 0:02.723 |
| 7                       | 26 | Mark Blundell        | Ligier-Renault        | G     | 1:24.804 | 0:00.011 | 0:02.734 |
| 8                       | 28 | Gerhard Berger       | Ferrari               | G     | 1:24.822 | 0:00.018 | 0:02.752 |
| 9                       | 27 | Jean Alesi           | Ferrari               | G     | 1:24.829 | 0:00.007 | 0:02.759 |
| 10                      | 25 | Martin Brundle       | Ligier-Renault        | G     | 1:24.893 | 0:00.064 | 0:02.823 |
| 11                      | 6  | Riccardo Patrese     | Benetton-Ford         | G     | 1:24.896 | 0:00.003 | 0:02.826 |
| 12                      | 12 | Johnny Herbert       | Lotus-Ford            | G     | 1:25.115 | 0:00.219 | 0:03.045 |
| 13                      | 14 | Rubens Barrichello   | Jordan-Hart           | G     | 1:25.169 | 0:00.054 | 0:03.099 |
| 14                      | 19 | Philippe Alliot      | Larrousse-Lamborghini | G     | 1:25.482 | 0:00.313 | 0:03.412 |
| 15                      | 9  | Derek Warwick        | Footwork-Mugen-Honda  | G     | 1:25.901 | 0:00.419 | 0:03.831 |
| 16                      | 30 | JJ Lehto             | Sauber-Ilmor          | G     | 1:25.941 | 0:00.040 | 0:03.871 |
| 17                      | 20 | Érik Comas           | Larrousse-Lamborghini | G     | 1:26.279 | 0:00.338 | 0:04.209 |
| 18                      | 4  | Andrea de Cesaris    | Tyrrell-Yamaha        | G     | 1:26.429 | 0:00.150 | 0:04.359 |
| 19                      | 15 | Thierry Boutsen      | Jordan-Hart           | G     | 1:26.436 | 0:00.007 | 0:04.366 |
| 20                      | 11 | Alessandro Zanardi   | Lotus-Ford            | G     | 1:26.465 | 0:00.029 | 0:04.395 |
| 21                      | 10 | Aguri Suzuki         | Footwork-Mugen-Honda  | G     | 1:26.657 | 0:00.192 | 0:04.587 |
| 22                      | 3  | Ukyō Katayama        | Tyrrell-Yamaha        | G     | 1:26.900 | 0:00.243 | 0:04.830 |
| 23                      | 23 | Christian Fittipaldi | Minardi-Ford          | G     | 1:27.277 | 0:00.377 | 0:05.207 |
| 24                      | 22 | Luca Badoer          | Lola-Ferrari          | G     | 1:27.371 | 0:00.094 | 0:05.301 |
| 25                      | 24 | Fabrizio Barbazza    | Minardi-Ford          | G     | 1:27.602 | 0:00.231 | 0:05.532 |
| Nie zakwalifikowali się |    |                      |                       |       |          |          |          |
|                         | 21 | Michele Alboreto     | Lola-Ferrari          | G     | 1:27.771 | 0:00.169 | 0:05.701 |
| P                       | Nr | Kierowca             | Konstruktor(-silnik)  | Opony | Czas     | Odstęp   | Strata   |

### Wyścig
| P                 | + / –     | Nr | Kierowca             | Konstruktor           | Opony | Okr. | Czas / Strata | Komentarz         |
| ----------------- | --------- | -- | -------------------- | --------------------- | ----- | ---- | ------------- | ----------------- |
| 1                 | Bez zmian | 2  | Alain Prost          | Williams-Renault      | G     | 61   | 1h33:20.413   |                   |
| 2                 | 1         | 5  | Michael Schumacher   | Benetton-Ford         | G     | 61   | +0:32.410     |                   |
| 3                 | 7         | 25 | Martin Brundle       | Ligier-Renault        | G     | 60   | +1 okr.       |                   |
| 4                 | 12        | 30 | JJ Lehto             | Sauber-Ilmor          | G     | 59   | +2 okr.       | silnik            |
| 5                 | 9         | 19 | Philippe Alliot      | Larrousse-Lamborghini | G     | 59   | +2 okr.       |                   |
| 6                 | 19        | 24 | Fabrizio Barbazza    | Minardi-Ford          | G     | 59   | +2 okr.       |                   |
| 7                 | 17        | 22 | Luca Badoer          | Lola-Ferrari          | G     | 58   | +3 okr.       |                   |
| 8                 | 4         | 12 | Johnny Herbert       | Lotus-Ford            | G     | 57   | +4 okr.       | silnik            |
| 9                 | 12        | 10 | Aguri Suzuki         | Footwork-Mugen-Honda  | G     | 54   | +7 okr.       |                   |
| Niesklasyfikowani |           |    |                      |                       |       |      |               |                   |
|                   |           | 11 | Alessandro Zanardi   | Lotus-Ford            | G     | 53   |               | poślizg           |
|                   |           | 29 | Karl Wendlinger      | Sauber-Ilmor          | G     | 48   |               | silnik            |
|                   |           | 8  | Ayrton Senna         | McLaren-Ford          | G     | 42   |               | hydraulika        |
|                   |           | 27 | Jean Alesi           | Ferrari               | G     | 40   |               | sprzęgło          |
|                   |           | 23 | Christian Fittipaldi | Minardi-Ford          | G     | 36   |               | układ kierowniczy |
|                   |           | 7  | Michael Andretti     | McLaren-Ford          | G     | 32   |               | poślizg           |
|                   |           | 9  | Derek Warwick        | Footwork-Mugen-Honda  | G     | 29   |               | poślizg           |
|                   |           | 3  | Ukyō Katayama        | Tyrrell-Yamaha        | G     | 22   |               | silnik            |
|                   |           | 0  | Damon Hill           | Williams-Renault      | G     | 20   |               | hamulce           |
|                   |           | 20 | Érik Comas           | Larrousse-Lamborghini | G     | 18   |               | silnik            |
|                   |           | 4  | Andrea de Cesaris    | Tyrrell-Yamaha        | G     | 18   |               | skrzynia biegów   |
|                   |           | 14 | Rubens Barrichello   | Jordan-Hart           | G     | 17   |               | poślizg           |
|                   |           | 28 | Gerhard Berger       | Ferrari               | G     | 8    |               | skrzynia biegów   |
|                   |           | 15 | Thierry Boutsen      | Jordan-Hart           | G     | 1    |               | skrzynia biegów   |
|                   |           | 26 | Mark Blundell        | Ligier-Renault        | G     | 0    |               | poślizg           |
|                   |           | 6  | Riccardo Patrese     | Benetton-Ford         | G     | 0    |               | poślizg           |
| P                 | + / –     | Nr | Kierowca             | Konstruktor           | Opony | Okr. | Czas / Strata | Komentarz         |

### Najszybsze okrążenie
| Nr | Kierowca    | Konstruktor      | Opony | Czas     | Okr. |
| -- | ----------- | ---------------- | ----- | -------- | ---- |
| 2  | Alain Prost | Williams-Renault | G     | 1:26.128 | 42   |